# Pisaura mirabilis
Espèce
Synonymes
- Araneus mirabilis Clerck, 1757
- Aranea listeri Scopoli, 1763
- Aranea arcuatolineata Martini & Goeze in Lister, 1778
- Aranea flavostriata Martini & Goeze in Lister, 1778
- Aranea tripunctata Martini & Goeze in Lister, 1778
- Aranea rufofasciata De Geer, 1783
- Aranea marmorata Fourcroy, 1785
- Aranea agraria Olivier, 1789
- Aranea obscura Fabricius, 1793
- Aranea bivittata Risso, 1826
- Ocyale murina C. L. Koch, 1837
- Dolomedes scheuchzeri Bremi-Wolff, 1849
- Ocyale mirabilis albida Franganillo, 1913
- Ocyale mirabilis fusca Franganillo, 1913

La Pisaure admirable (Pisaura mirabilis), est une espèce d'araignées aranéomorphes de la famille des Pisauridae.

## Distribution
Cette espèce se rencontre en zone paléarctique.

## Description
Les mâles mesurent de 10 à 13 mm et les femelles de 12 à 15 mm.

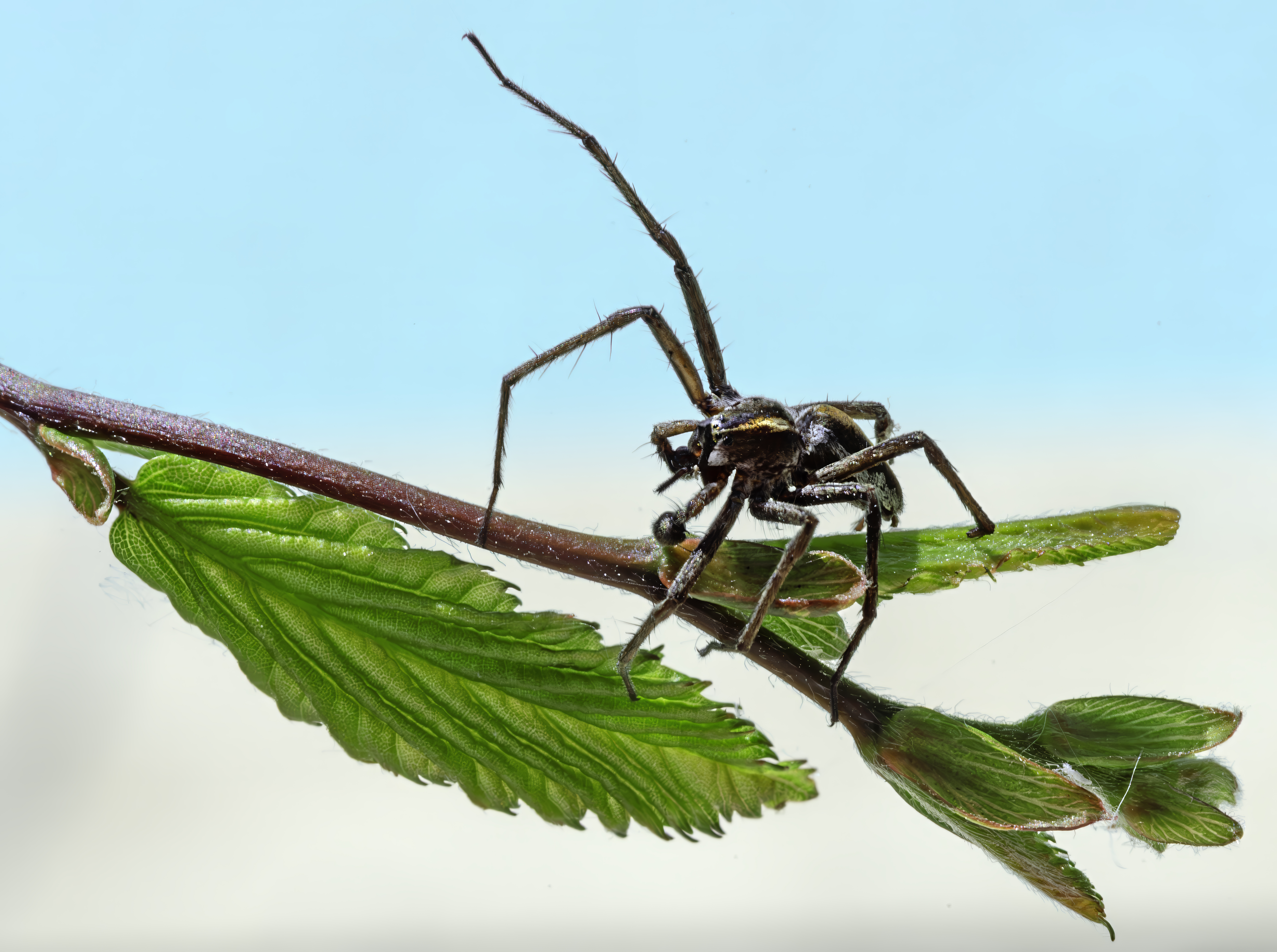
Pisaura mirabilis Mâle
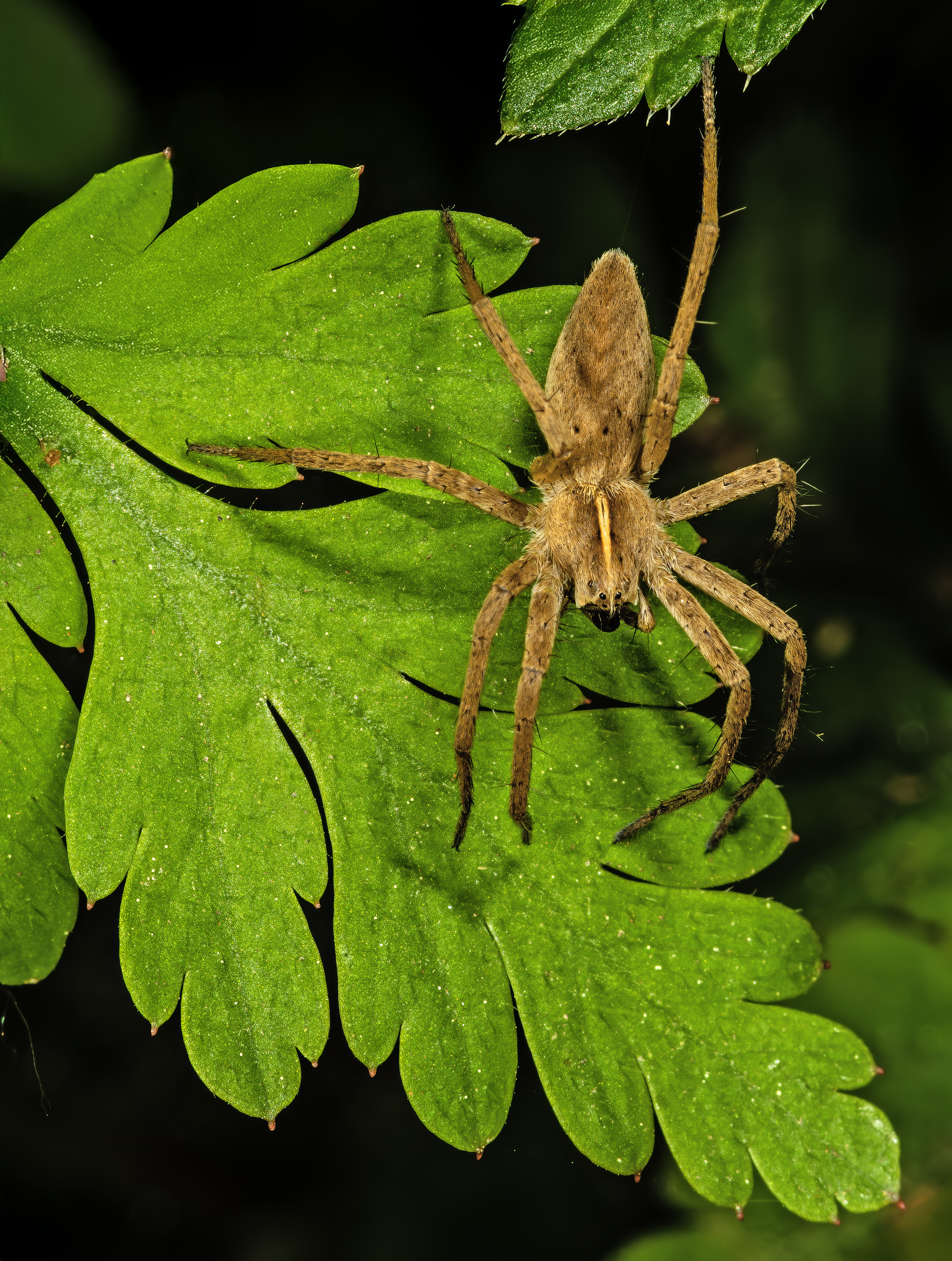
Pisaura mirabilis Femelle

La coloration générale varie du gris au brun. Le céphalothorax comporte une large bande longitudinale sombre avec au milieu une ligne blanche ou jaune terminée vers l'avant par une touffe de poils. Une trainée claire très nette part des yeux latéraux vers l'arrière. L'abdomen est de couleur très variable et plus claire sur les côtés, le folium sombre a un contour ondulant plus nettement délimité chez le mâle que chez la femelle.

## Éthologie

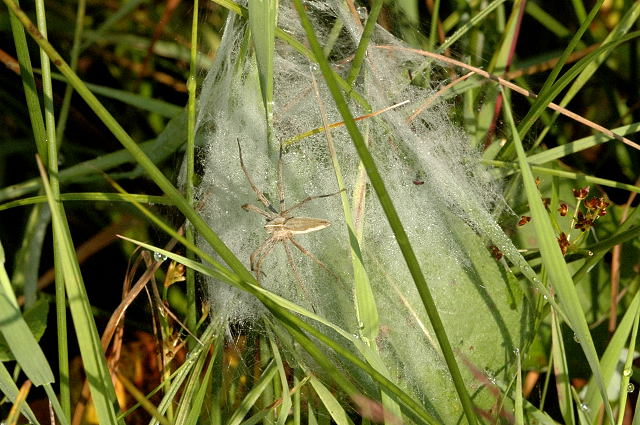
Femelle et « pouponnière » de soie

Cette araignée ne tisse pas de toile pour capturer ses proies mais se nourrit en les chassant dans les herbes basses.

## Reproduction
Pour se faire reconnaître, le mâle présente à la femelle, une proie morte enrobée de soie et, probablement, imprégnée par les phéromones de la femelle. L'accouplement dure environ une heure, pendant que la femelle consomme le présent qui lui a été fait. Quelque temps plus tard, la femelle pond les œufs dans un cocon qu'elle transporte à l'aide de ses chélicères durant le temps de la maturation des œufs. Une fois proche de l'éclosion, elle fixe le cocon à des herbes basses. Elle fabrique alors une « pouponnière » de soie, sorte de cloche de soie dans les herbes, où les jeunes vont demeurer. Elle reste à proximité de cette cloche durant les premières phases de développement des jeunes, cloche qu'ils ne quittent qu'après leur seconde mue, lorsqu'ils deviennent capables de chasser et se nourrir.

## Galerie

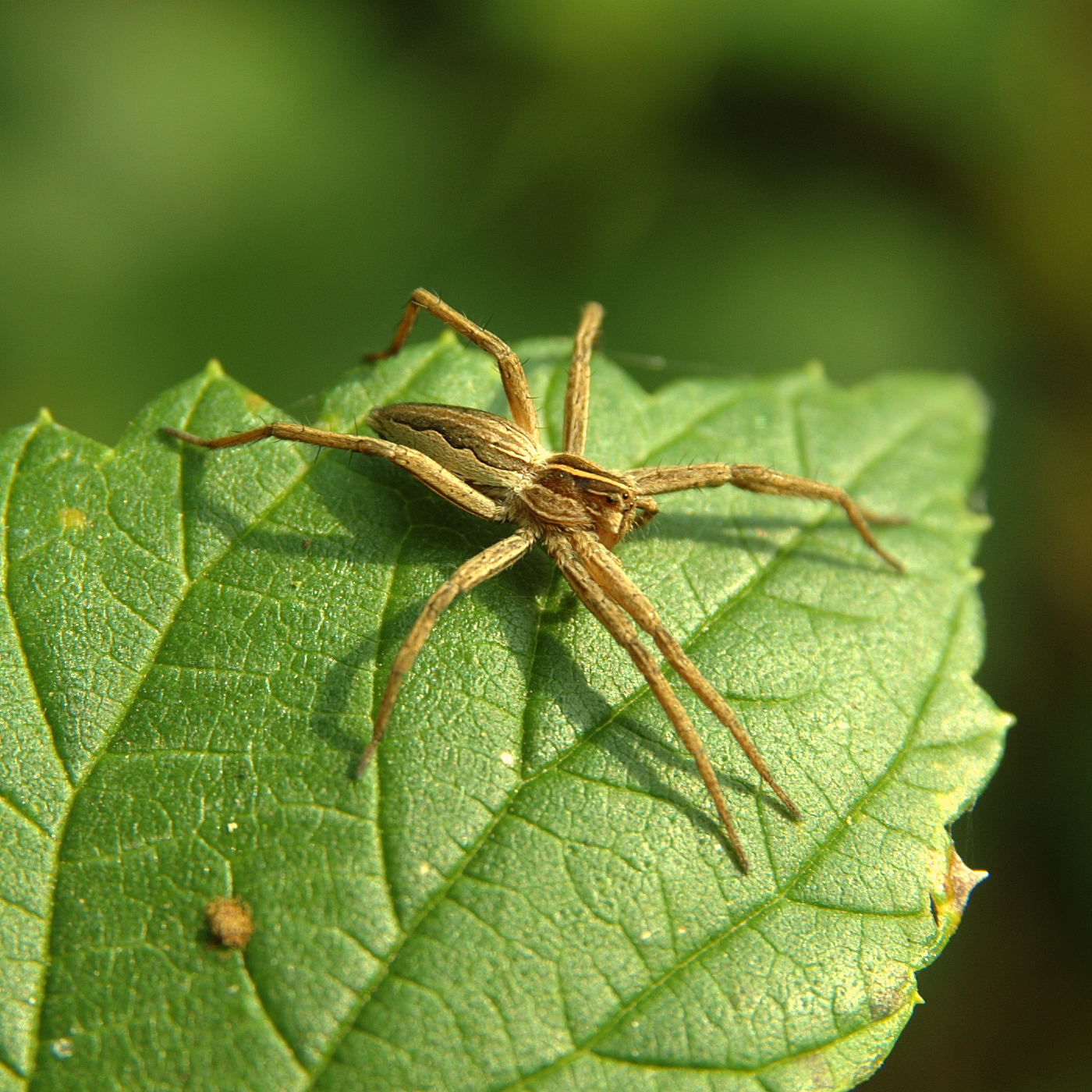
Pisaura mirabilis
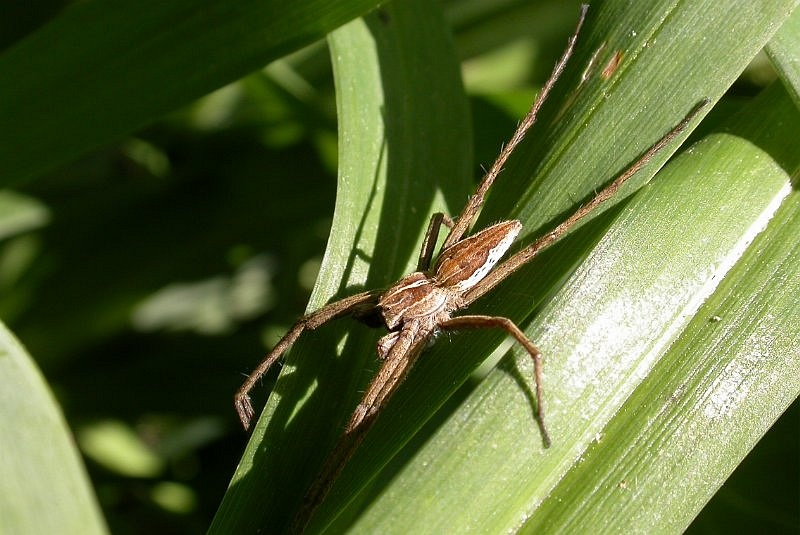
Pisaura mirabilis
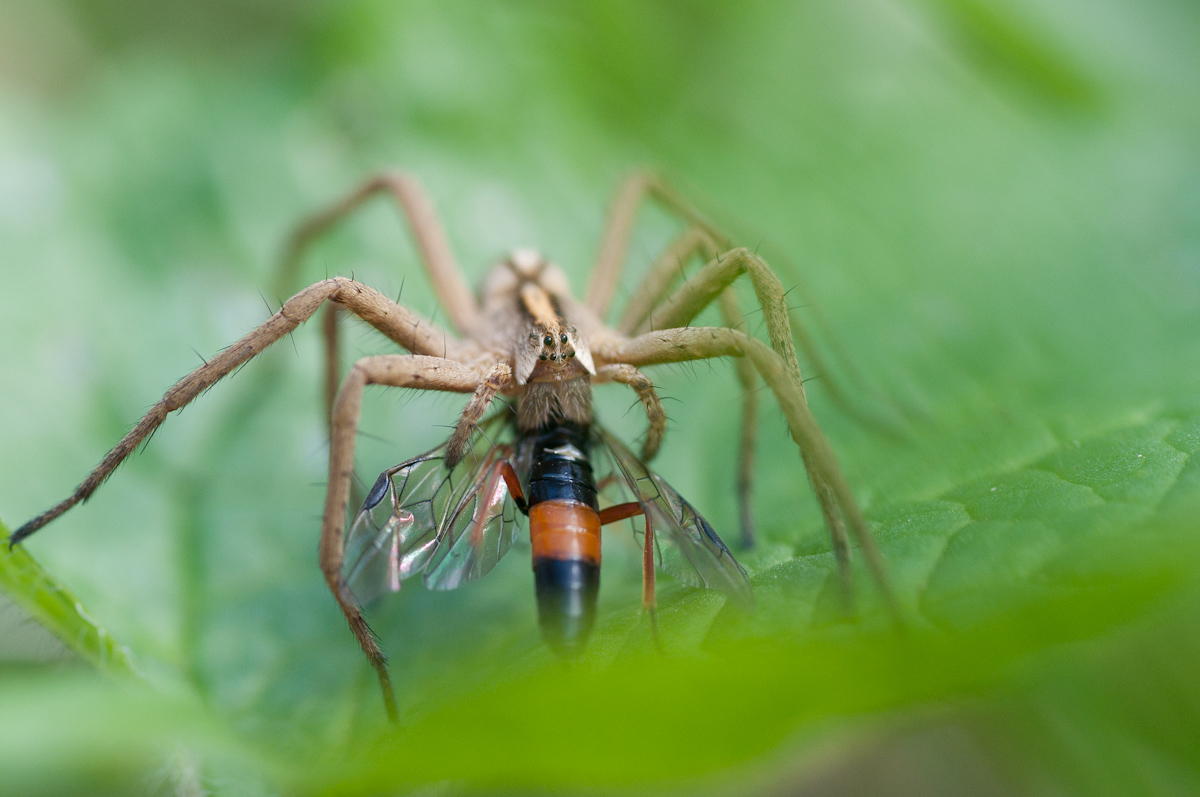
Pisaura mirabilis en prédation
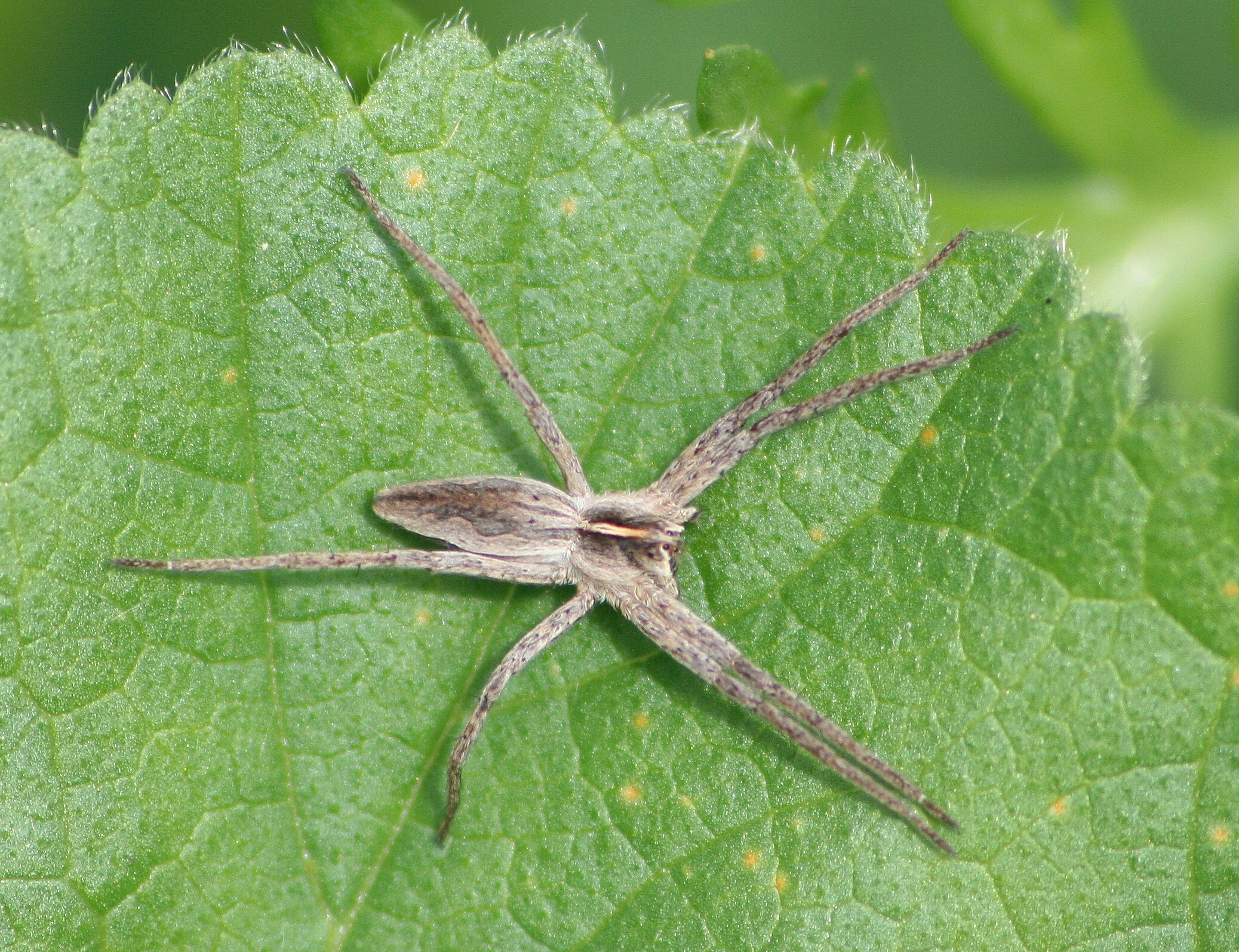
Pisaura mirabilis
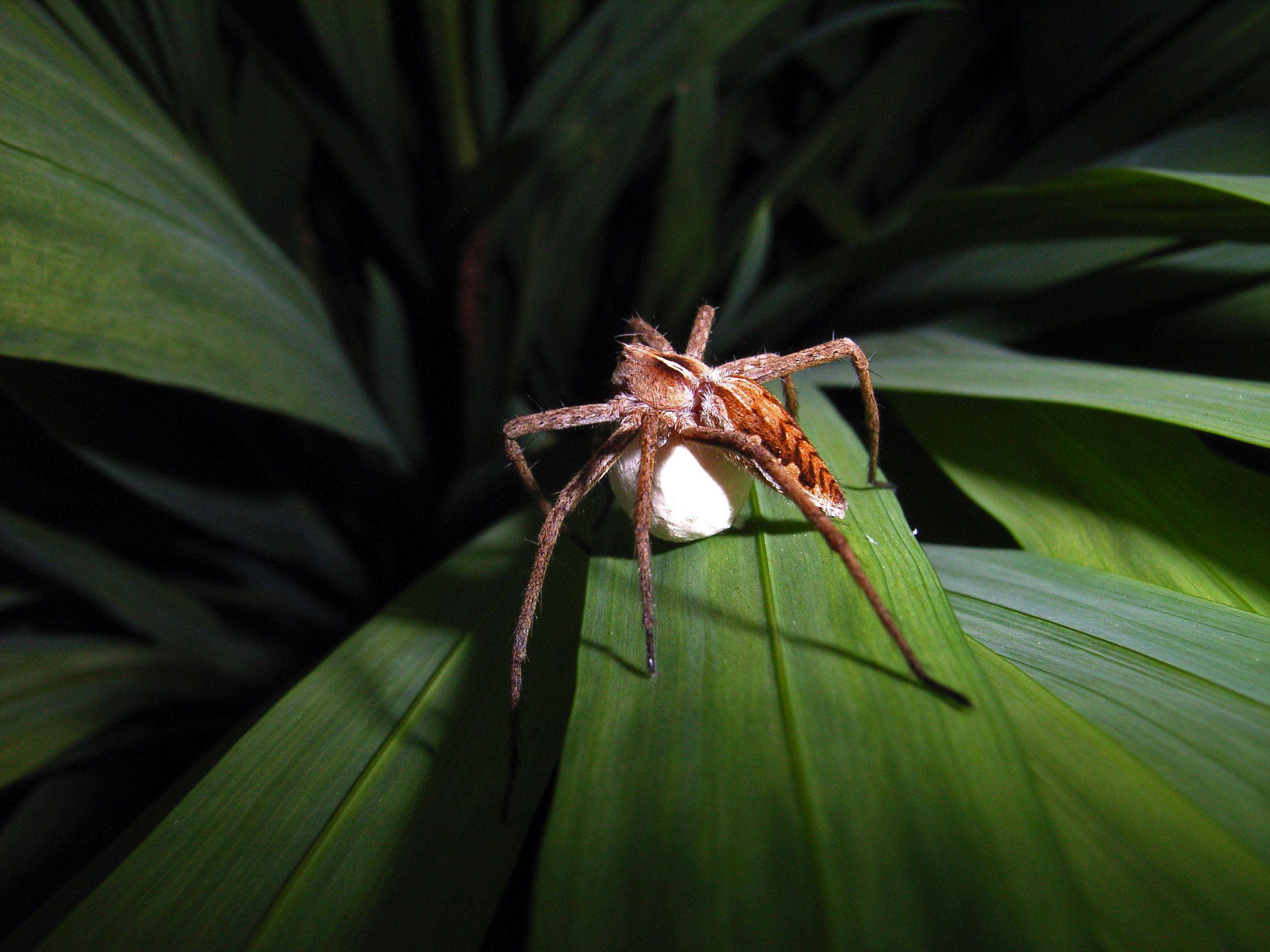
Pisaura mirabilis et son cocon
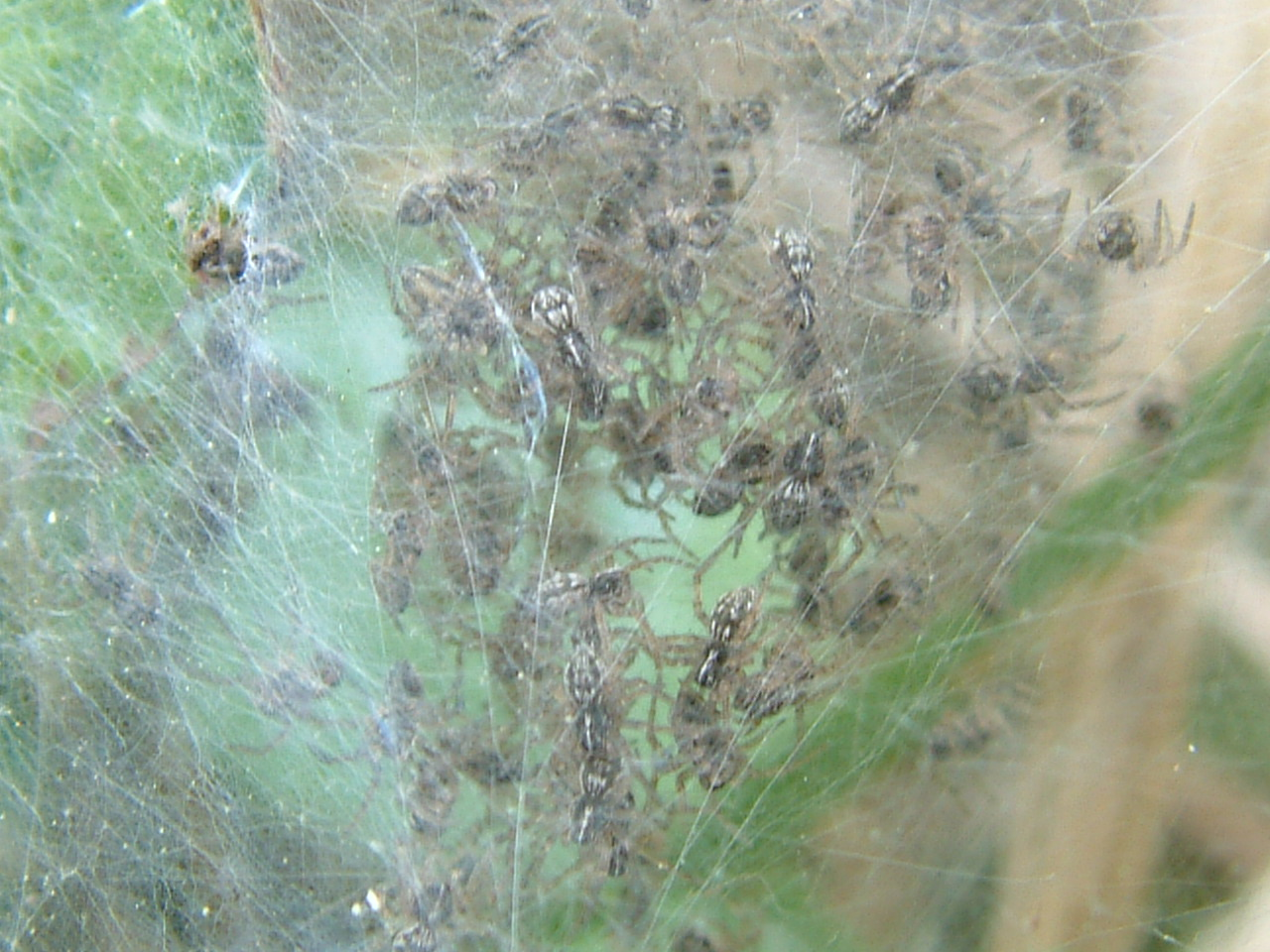
toile pouponnière
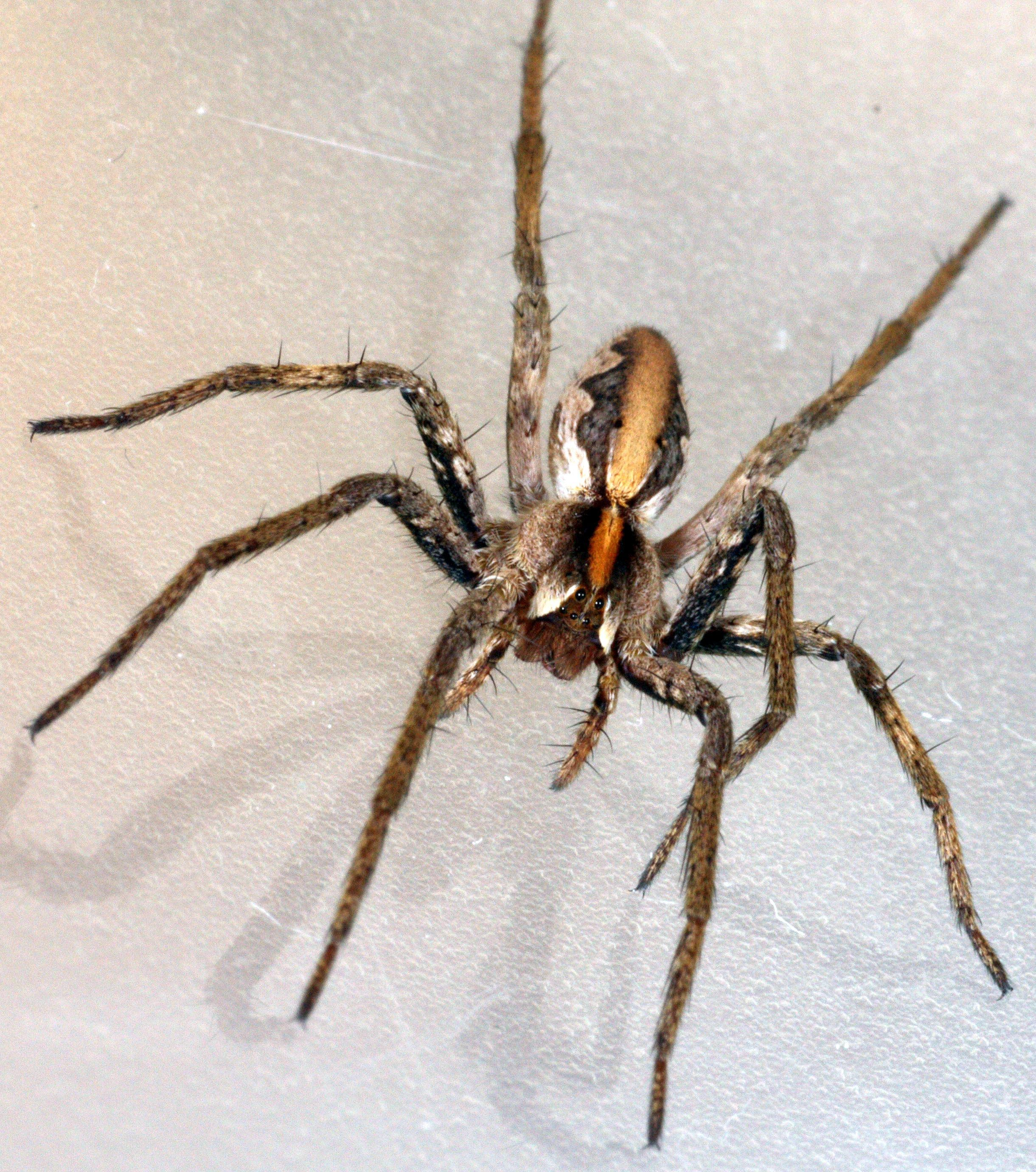
Pisaura mirabilis ♂
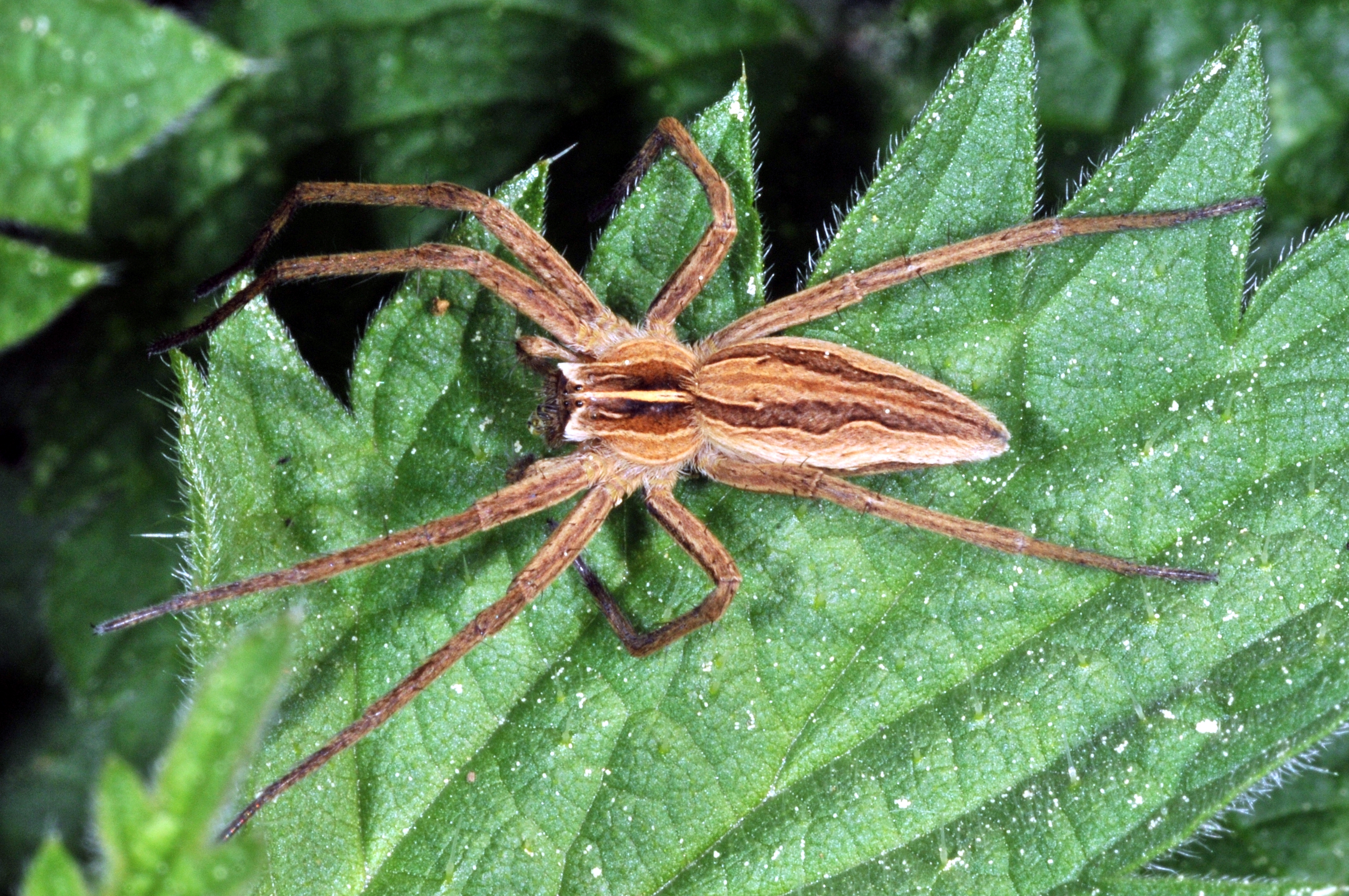
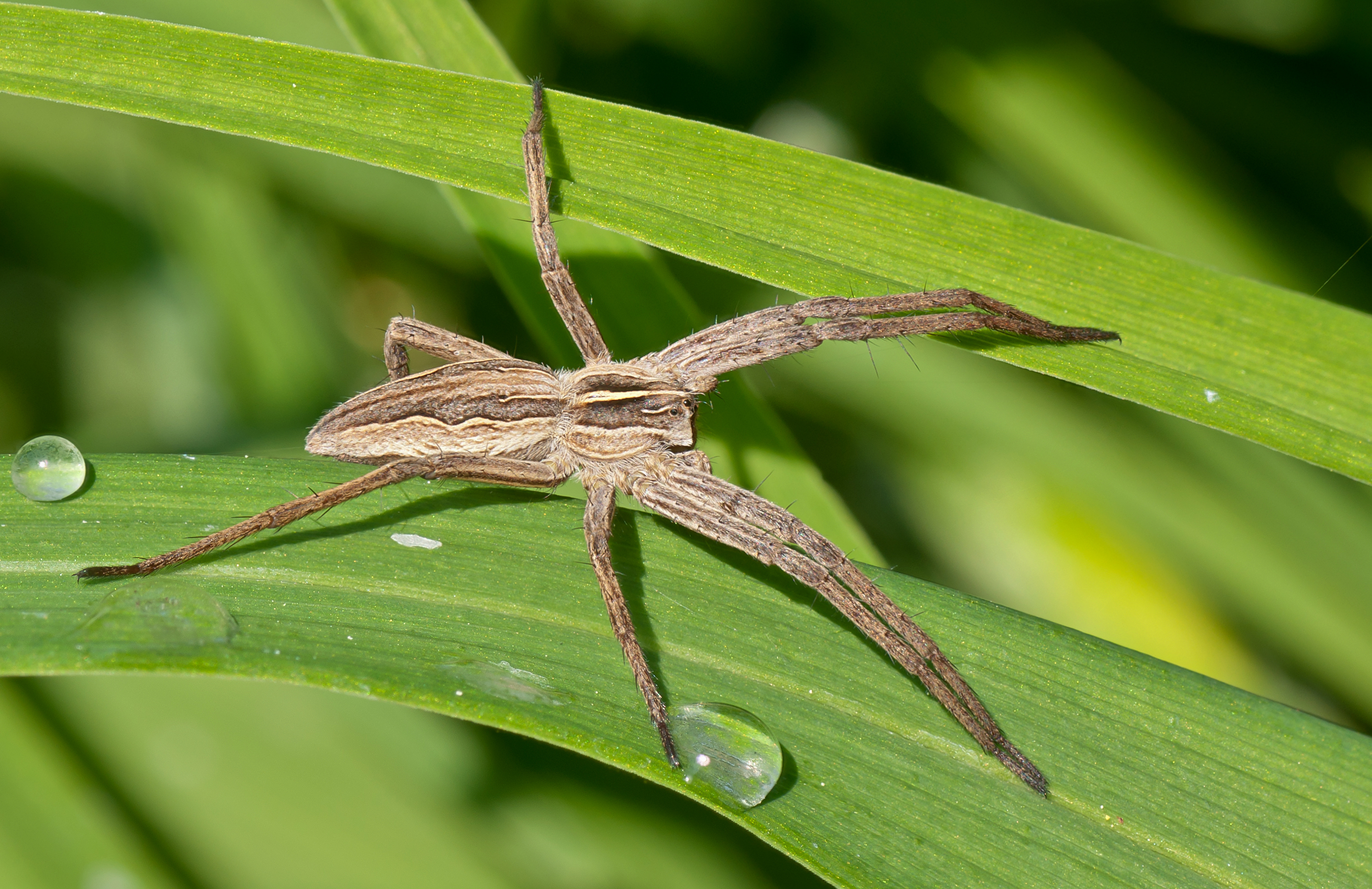
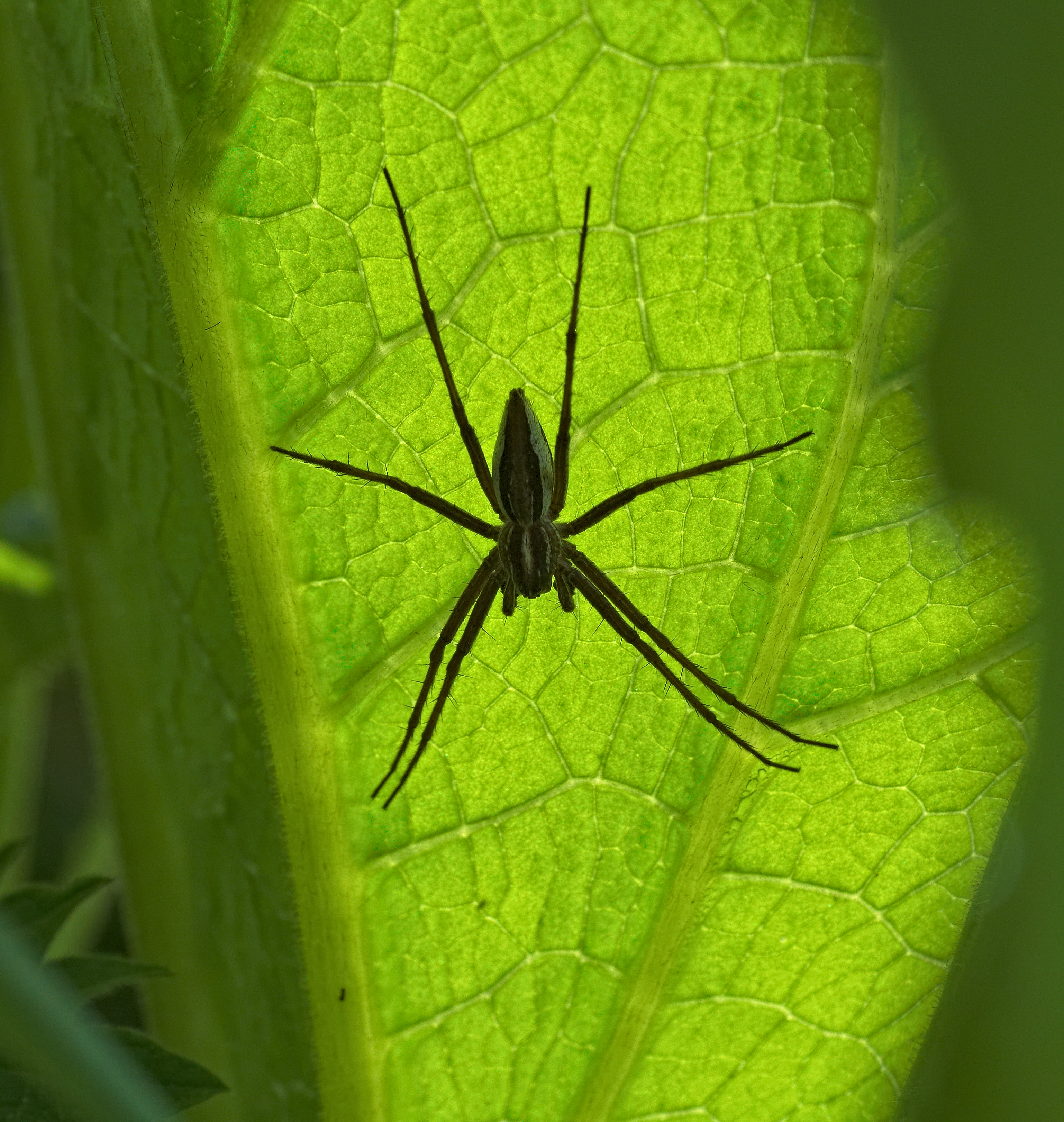
Pisaura mirabilis femelle ♀.

## Publication originale
- Clerck, 1757 : Svenska spindlar, uti sina hufvud-slågter indelte samt under några och sextio särskildte arter beskrefne och med illuminerade figurer uplyste. Stockholmiae, p. 1-154.